# Berthierina
La berthierina es un mineral de la clase de los filosilicatos, y dentro de esta pertenece al llamado “grupo de la caolinita-serpentina”. Fue descubierta en 1832 en Hayange en la región de Lorena (Francia), siendo nombrada así en honor de Pierre Berthier, geoquímico y minealogista francés —en cuyo honor también se nombró el mineral berthierita con la que no debe confundirse—. Sinónimos poco usados son: septechamosita o "chamosita tipo-K".

## Características químicas
Es un aluminosilicato de hierro y aluminio con aniones adicionales de hidroxilo. Su estructura molecular es de filosilicato con capas de caolinita compuestas de anillos de tetraedros y octaedros.
Puede presentarse en dos politipos, que suelen formar una serie de solución sólida entre ambos:
- Berthierina-1H.[4]
- Berthierina-1M.[5]

Además de los elementos de su fórmula, suele llevar como impurezas magnesio y titanio.

## Formación y yacimientos
Ampliamente distribuido, se encuentra como mineral común en sedimentos marinos no metamorfizados, así como en suelos lateríticos y polares.
Suele encontrarse asociado a otros minerales como: glauconita, clorita-vermiculita interestratificadas con mica-smectita, siderita o calcita.